# Kontraadmiral (Združeno kraljestvo)
Kontraadmiral (izvirno angleško Rear Admiral; okrajšava: RAdm) je dvozvezdni vojaški čin zastavnega častnika v uporabi v Kraljevi vojni mornarici.
Kontraadmiral je nadrejen komodorju in podrejen viceadmiralu. V skladu z Natovim standardom STANAG 2116 čin nosi oznako OF-7. Enakovredna čina v Oboroženih silah Združenega kraljestva sta: generalmajor (Major-General) pri Britanski kopenski vojski in Kraljevih marincih ter zračni vicemaršal (Air Vice-Marshal) pri Kraljevem vojnem letalstvu.

## Zgodovina
Čin izvira iz dni, ko je Kraljeva vojna mornarica imela pomorske eskadre s določenimi admirali kot njihovimi poveljniki. Poveljnik je poveljeval eskadri iz ladje v sredi formaciji in tako organiziral delovanje celotne eskadre. Admiralu je pomagal viceadmiral, kateri je poveljeval vodilnim ladjam eskadre, katere so nosile glavnino bojev. V zaledju pomorske eskadre pa se je nahajal še tretji admiral v eskadri, kateri je poveljeval najmanj ogroženim ladjam in je bil tako tudi najmanj izkušen od vseh admiralov. Posledično je kontraadmiral ostal najnižji admiralski čin.
Čin kontraadmirala pa se ne sme zamenjati s položajem Kontraadmirala Združenega kraljestva (Rear-Admiral of the United Kingdom), ki je položaj v Admiraliteti, katerega po navadi zaseda višji (in po možnosti upokojeni) polni admiral.

## Oznake kontraadmirala
- Narokavna oznaka kontraadmirala
- Poveljniška zastava kontraadmirala
- Čelada kontraadmirala iz druge svetovne vojne